# 고타 (독일)
고타(독일어: Gotha)는 독일 중부 튀링겐주에 있는 도시이다. 인구는 45,736(2009)명이다. 
튀링겐 주 서부, 튀링거발트(튀링거 숲) 가장자리에 위치한다. 에르푸르트 서쪽 25km 지점에 있다. 8세기부터 알려진 옛 도시이며, 성곽이 있었다. 1640년 이 곳을 중심으로 작센고타 공국이 형성되었고, 1825년 ~ 1918년의 작센코부르크고타 공국으로 이어지며 발전하였다. 1875년 이 도시에서 고타 강령이 채택되어 현재의 독일 사회민주당의 전신인 독일 사회주의노동자당이 창당된 것으로 유명하다. 18세기 이후 지도 및 지리 관련 서적 제작을 중심으로 하는 유스투스 페르테스 출판사로도 유명하다. 독일 지도제작의 중심지이자, 유럽 왕실·귀족 인명록으로 유명한 고타 연감(프랑스어: Almanach de Gotha, 독일어: Gothaische Hofkalender)을 매년 발행하는 등 출판의 한 중심지로도 유명했으나, 제2차 세계 대전 후 동독에 속하게 되면서 고타 연감 발행이 중단되는 등 출판 문화가 다소 쇠퇴하기도 했다. 오랫동안 공국의 수도로 성곽과 옛 건물이 남아 있으며, 지도·역사 자료가 많이 보존되어 있다. 동독 시절에는 튀링겐 주가 폐지되어 에르푸르트 구에 속해 있었다.